# Урикозуричні засоби
Урикозуричні засоби, урикозурики — це речовини, які збільшують виділення сечової кислоти з сечею, таким чином знижуючи концентрацію сечової кислоти в плазмі крові. Загалом цей ефект досягається шляхом дії на проксимальний каналець нирки. Не всі препарати, що знижують сечову кислоту в крові, є урикозуриками. Рівень сечової кислоти в крові може бути знижений за допомогою інших механізмів (див. інші протиподагричні препарати).
Урикозурики часто використовуються для лікування подагри, захворювання, при якому кристали сечової кислоти утворюють відкладення в суглобах. Знижуючи рівень сечової кислоти в плазмі, вони сприяють розчиненню цих кристалів, одночасно обмежуючи утворення нових. Однак підвищення рівня сечової кислоти в сечі може сприяти утворенню каменів у нирках. Таким чином, використання цих препаратів протипоказане особам, які вже мають високу концентрацію сечової кислоти в сечі (гіперурикозурія). У пограничних випадках споживання кількості води, достатньої для утворення 2 літрів сечі на день, може бути достатньо для використання урикозуричного препарату.
Завдяки своєму механізму дії деякі урикозурики (такі як пробенецид) підвищують концентрацію в плазмі крові деяких інших лікарських засобів і продуктів їх метаболізму. Хоча іноді це можна використати для посилення ефекту (див. озельтамівір ), оцінка лікарських взаємодій дуже важлива при застосуванні урикозуричних препаратів у присутності інших ліків.

## Первинні урикозуріки
До первинних урикозуричних засобів належать пробенецид, бензбромарон і сульфінпіразон.

## Вторинні урикозуріки
Препарати з іншим основним призначенням, які мають відомі урикозурічні властивості, включають лозартан,  аторвастатин і фенофібрат. Незважаючи на те, що ці препарати можуть мати значну урикозуричну дію, їхня інша фармакологічна дія при застосуванні не за призначенням вимагає ретельної оцінки стану пацієнта для досягнення найбільшої користі та найменшого ризику.  
- Амлодипін
- Аторвастатин (знижує рівень холестерину )
- Фенофібрат (знижує тригліцериди, підвищує ЛПВЩ)
- Лозартан
- Адренокортикотропний гормон [4]
- Кортизон [4]

Операції на черевній порожнині також мають урикозуричний ефект, а також здатні спровокувати гострий напад подагри. 

## Фармакологія
Загалом урикозуричні препарати діють на проксимальні канальці нирок, де вони перешкоджають поглинанню сечової кислоти з нирок назад у кров. Відомо, що деякі урикозурики діють in vitro шляхом блокування функції білка, який кодується геном SLC22A12, також відомого як транспортер уратів 1 або URAT1. URAT1 є центральним посередником у транспортуванні сечової кислоти з нирок у кров. У деяких осіб із мутаціями URAT1, що призводять до втрати функції, урикозурики бенбромарон і лозартан не мали ефекту, що свідчить про те, що ці препарати діють на URAT1 in vivo. 

## Антиурикозурічні засоби
Антиурикозуричні препарати підвищують рівень сечової кислоти в сироватці крові та знижують рівень сечової кислоти в сечі. Ці препарати включають усі діуретики, піразиноат, піразинамід, етамбутол, ніацин та аспірин.  Диклофенак має антиурикозуричну дію, яка може бути частково відповідальною за надзвичайну токсичність цього препарату для грифів. 
Піразинамід, препарат, показаний лише для лікування туберкульозу, є сильним антиурикозуричним засобом  і, як наслідок, не призначений для діагностики причин аномального кліренсу сечової кислоти.  Діє на URAT1. 
Антиурикозурічні препарати корисні для лікування гіпоурикемії та, можливо, також гіперурикозурії, але протипоказані людям із захворюваннями, включаючи гіперурикемію та подагру.